# Сарран (Коррез)
Сарра́н (фр. Sarran, окс. Serran) — коммуна во Франции, в кантоне Коррез округа Тюль, департамент Коррез, Новая Аквитания.
Коммуна расположена приблизительно в 390 км к югу от Парижа, в 75 км юго-восточнее Лиможа, в 21 км к северо-востоку от Тюля.
Код INSEE коммуны — 19251.

## Население
Население коммуны на 2008 год составляло 263 человека.
| 1962 | 1968 | 1975 | 1982 | 1990 | 1999 | 2008 |
| ---- | ---- | ---- | ---- | ---- | ---- | ---- |
| 381  | 367  | 321  | 293  | 275  | 289  | 263  |

## Экономика
В 2007 году среди 151 человека в трудоспособном возрасте (15-64 лет) 109 были экономически активными, 42 — неактивными (показатель активности — 72,2 %, в 1999 году было 68,4 %). Из 109 активных работали 101 человек (59 мужчин и 42 женщины), безработных было 8 (3 мужчин и 5 женщин). Среди 42 неактивных 5 человек были учениками или студентами, 31 — пенсионерами, 6 были неактивными по другим причинам.

## Достопримечательности
- Церковь Св. Петра в оковах (XV век). Памятник истории с 1988 года[3]
- Замок Бити (XVII век). Памятник истории с 1969 года[4]
- Сельское имение Шер (XIX век). Памятник истории с 1999 года[5]
- Музей президента Жака Ширака[фр.]

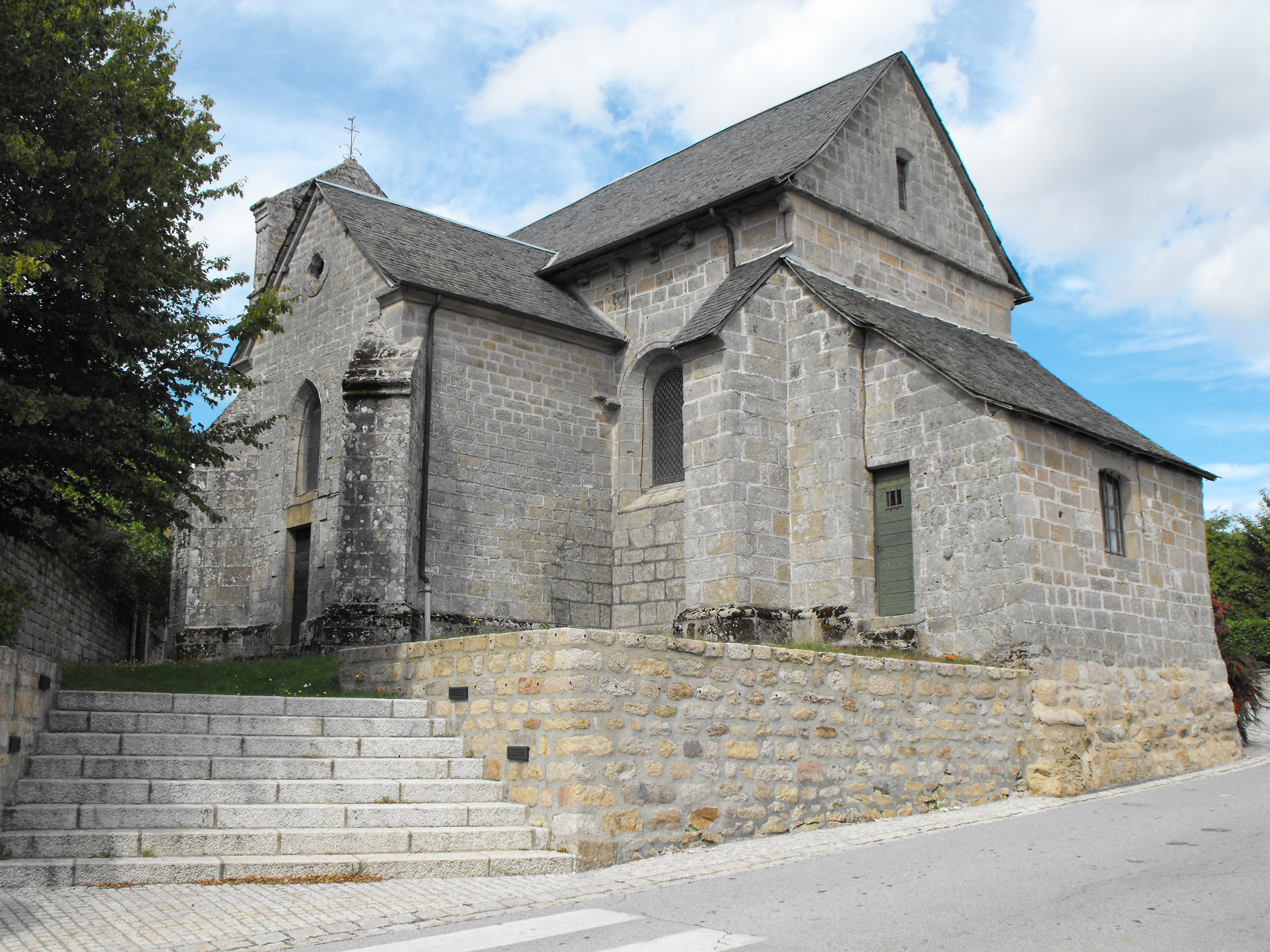
Церковь Св. Петра в оковах
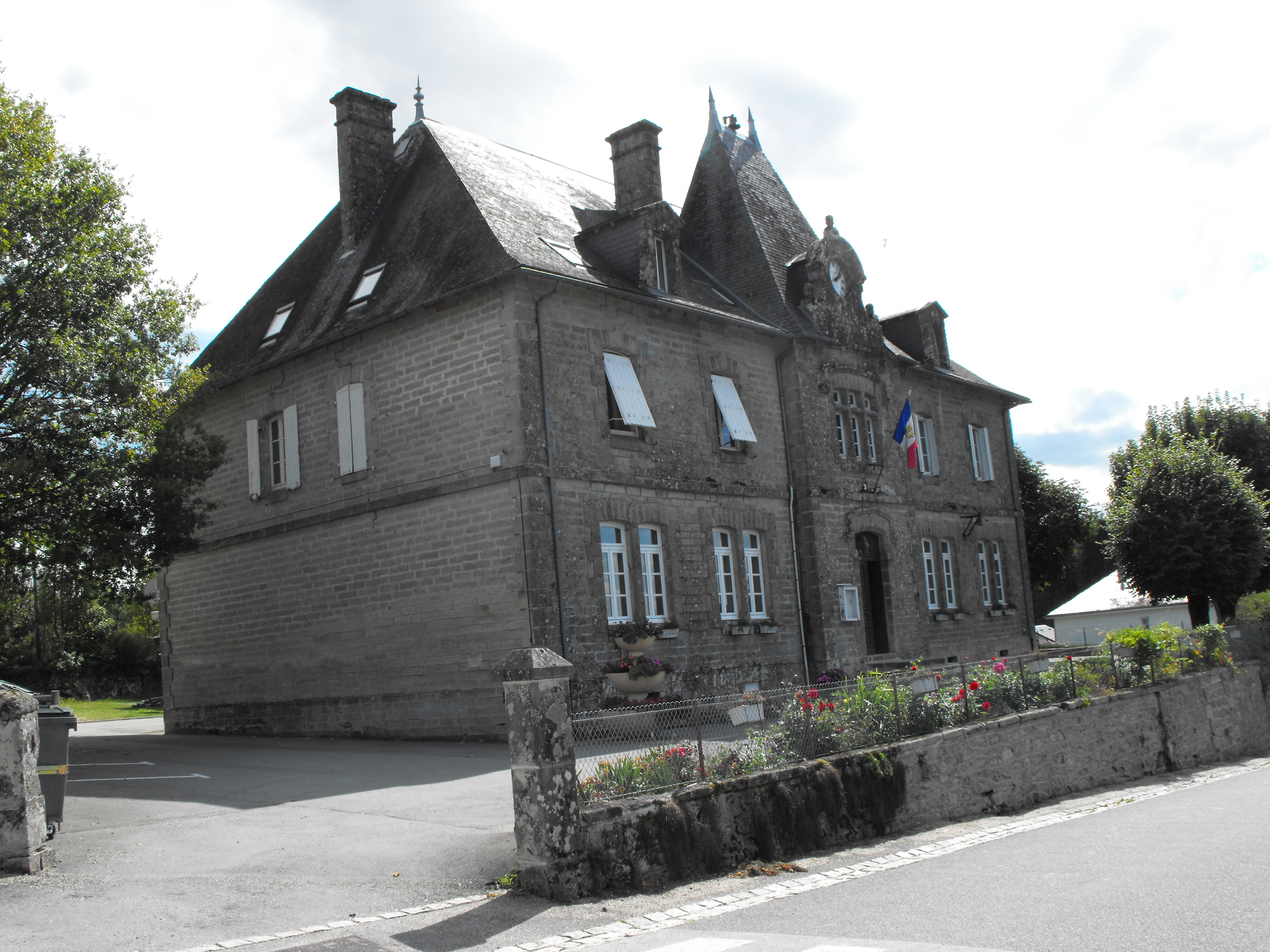
Мэрия
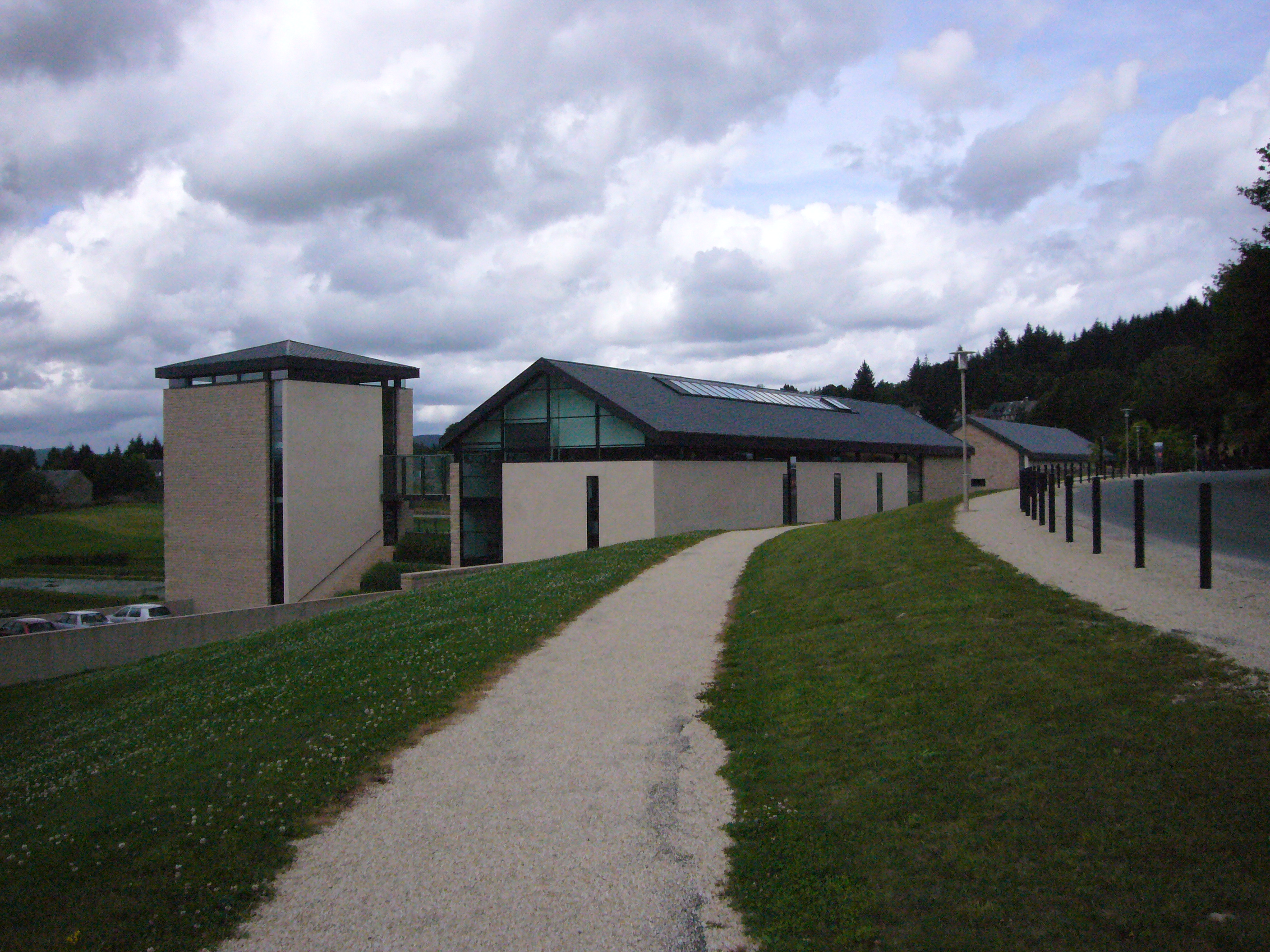
Музей Жака Ширака